# Notiophanes
Notiophanes is een geslacht van vlinders van de familie van de zakjesdragers (Psychidae). De wetenschappelijke naam van dit geslacht is voor het eerst voorgesteld door Donald Ray Davis en  Ted Edwards in een publicatie uit 1863. 
Dit geslacht is monotypisch, dat wil zeggen dat het maar één soort heeft namelijk Notiophanes fuscata Davis & Edwards, 2003 uit  Australië.